# SV Osterfeld 06
SV Osterfeld 06 was een Duitse voetbalclub uit Osterfeld, een stadsdeel van Oberhausen.

## Geschiedenis
In 1906 werd in Osterfeld, toen nog zelfstandige gemeente FC Deutschland opgericht. Deze club werd al snel ontbonden en kort daarna werd de nieuwe club SV Osterfeld 06 opgericht. In 1920 promoveerde de club naar de hoogste klasse van de Ruhrcompetitie, een van de hoogste klassen van de West-Duitse voetbalbond. De club kon sportief het behoud verzekeren maar werd slachtoffer van een competitiehervorming en degradeerde. Vanaf 1922 speelde de club in de tweede divisie van de Nederrijncompetitie. In 1927 werd de club groepswinnaar en nam deel aan de promotie-eindronde, maar kon deze niet afdwingen. Het volgende seizoen eindigde de club samen met VfR 08 Oberhausen eerste, maar het was Oberhausen dat naar de eindronde ging. In 1929 werd de club opnieuw groepswinnaar, maar werd opnieuw slachtoffer van een competitiehervorming. De eerste klasse werd van twee reeksen naar één reeks herleid waardoor zeven clubs degradeerden en er geen promotie mogelijk was. Na een plaats in de middenmoot kon de club in 1931 eindelijk promotie afdwingen. In het eerste seizoen werd de club knap derde. In 1933 werd de club zevende. Na dit seizoen werd de Gauliga ingevoerd als nieuwe hoogste klasse en moest de club gedwongen degraderen. De club kon geen promotie meer afdwingen naar de Gauliga.
Na de Tweede Wereldoorlog speelde de club in de Bezirksklasse maakte in 1947 kans op promotie naar de Landesliga, destijds de hoogste amateurklasse. Voor 8.000 toeschouwers in het Stadion Niederrhein verloor de club met 1-2 van Elmar Alstaden. Een jaar later promoveerde de club wel, maar kon het behoud niet verzekeren. In 1955 werd de club nog vicekampioen achter Duisburger SC 1900. In 1961 degradeerde de club naar de Kreisklasse. Op 10 augustus 1971 sloot de club zich bij SG Osterfeld aan, dat eerder dat jaar opgericht was. Drie jaar later sloot ook rivaal SC Osterfeld 1912 zich bij deze club aan.